# Heterophana subcostata
Heterophana subcostata är en skalbaggsart som beskrevs av Pouillaude 1918. Heterophana subcostata ingår i släktet Heterophana och familjen Cetoniidae. Inga underarter finns listade i Catalogue of Life.